# Nick Fury
Pour les articles homonymes, voir Fury.
Nicholas Fury, dit Nick Fury, est un super-héros évoluant dans l'univers Marvel de la maison d'édition Marvel Comics. Créé par le scénariste Stan Lee et le dessinateur Jack Kirby, le personnage de fiction apparaît pour la première fois dans le comic book Sgt. Fury and his Howling Commandos #1 en mai 1963.
À l'origine, Nick Fury est le chef d'un commando de la Seconde Guerre mondiale (les « Howling Commandos ») composé de Dum Dum Dugan et d'autres soldats.
Parallèlement à ces aventures guerrières, une autre bande dessinée est plus tard en partie consacrée au personnage. Il s'agit de Strange Tales que Fury partage avec le Docteur Strange à partir du numéro 135 en août 1965 (publié en France à partir de 1973 dans le magazine Vengeur, chez Arédit/Artima) et qui montre Fury, plusieurs années après la guerre avec le grade de colonel en train de diriger le SHIELD (typographié « S.H.I.E.L.D. » en VO), une agence américaine ultra-secrète. Il fait par la suite de fréquentes apparitions dans les autres séries Marvel en tant que directeur du SHIELD, faisant office de lien entre les super-héros et le gouvernement.
Interprété au cinéma notamment par l'acteur Samuel L. Jackson, son apparence physique fait alors référence à la version Ultimate du personnage, où celui-ci a les traits de l'acteur. Dans le comic book original, le personnage est un homme blanc.

## Biographie du personnage

### Jeunesse et Seconde Guerre mondiale
Nicholas Joseph Fury est l'aîné de trois enfants nés à New York. Son père, Jack Fury, est un citoyen des États-Unis qui s'enrôla dans le Royal Flying Corps du Royaume-Uni au cours de la Première Guerre mondiale. Jack Fury s'enrôla en 1916 et fut stationné en France. Il abattit Manfred von Richthofen au début de sa carrière d'aviateur, et devint un pilote de chasse très décoré à la fin de la guerre en 1918. Libéré après la guerre, Jack rentra chez lui, épousa une femme anonyme et devint le père de trois enfants. Nick, probablement né à la fin des années 1910 ou au début des années 1920, est suivi par Jacob « Jake » Fury (plus tard le super-vilain Scorpion qui a co-fondé le cartel Zodiaque), et leur sœur, Dawn.
Pendant son adolescence, il pratique la boxe et le tir au sein du club de la police de Hell's Kitchen. En 1937, il se rend pour la première fois à l'étranger pour se battre en Espagne avec les Brigades internationales dans la guerre civile espagnole. Il était en permission à Guernica lorsque les fascistes la bombardèrent.
Après son retour en Amérique, Fury et son ami Red Hargrove quittent le quartier pour poursuivre leurs rêves d'aventure, pour finalement se lancer dans une carrière de cascadeurs acrobatiques et de parachutistes. Leurs cascades défiant la mort, alors qu'ils entraînent des Commandos britanniques en 1940, attirent l'attention du lieutenant Samuel « Happy Sam » Sawyer, qu'ils rejoignent pour une mission aux Pays-Bas.
De retour aux États-Unis, Fury et Hargrove s'engagent dans l'US Army et Fury atteint le grade de sergent. Nick et Red sont stationnés ensemble à la Schofield Barracks (en) à Hawaï, lorsque la marine impériale japonaise attaque la base de Pearl Habor le 7 décembre 1941. Red est tué dans l'attaque ; Fury jure de se venger contre les Japonais et les Nazis.
Sawyer, alors capitaine, donne le commandement du First Attack Squad (une unité des U.S. Army Rangers) à Fury. Après des premières missions réussies en Angleterre, Winston Churchill leur décerne le titre honorifique de Commando après leurs premières missions. Ils sont surnommés les Howling Commandos (les « commandos hurlants ») et sont stationnés dans une base militaire au Royaume-Uni pour combattre dans des missions spéciales, principalement mais pas exclusivement au sein du théâtre européen de la Seconde Guerre mondiale. Pendant cette période, Fury tombe amoureux d'une infirmière britannique, Lady Pamela Hawley, qui meurt dans un raid de bombardements sur Londres avant qu'il ne puisse l'épouser.
Vers la fin de la Guerre, il est blessé par une mine en France. Il est soigné par le docteur Berthold Sternberg, qui l'utilise comme cobaye pour la Formule Infinity (Infinity Formula, un sérum d'immortalité).

### Après la guerre
De retour au pays, Nick Fury travaille pour l'OSS (l'ancêtre de la CIA). Après six mois de service, il apprend l'ampleur de l'opération de sauvetage de Sternberg : la Formule Infinity a arrêté son vieillissement, mais s'il ne reçoit pas des doses annuelles, il vieillira rapidement et mourra. Le médecin commence alors un long chantage de 30 ans afin d'extorquer de grosses sommes d'argent à Fury en échange des injections.
À la création de la CIA, Fury devient un agent secret et obtient le grade de colonel en travaillant contre la Corée. Il forme le couple Parker (les futurs parents de Peter Parker) et devient l'agent de liaison des Quatre Fantastiques.

### Chef du SHIELD
Nick Fury devient commandant en second du SHIELD (« S.H.I.E.L.D. » en VO), une agence travaillant contre les terroristes de l'HYDRA, menée à l'époque par son ennemi le Baron Strucker. Il combat aussi d'autres menaces comme Griffe jaune, symbole du « péril jaune ». Le SHIELD devient l'une des plus puissantes organisations de contre-espionnage du monde, liée aux Vengeurs, mais indépendante des gouvernements. C'est à cette période que Fury devient un homme de l'ombre et un agent secret connu de tous les super-héros officiels.
Des années plus tard, il découvre que le SHIELD et l'HYDRA sont tombées sous la coupe des « Deltites », des LMD (Life Model Decoy (en) ou « formes de vies leurres », des androïdes perfectionnés). Trahi, il disparaît, traqué par ses propres agents, certains même remplacés par les robots. Il réussit toutefois à parer la menace, mais la victoire le laisse si perturbé qu'il dissout l'agence.
Fury rebâtit le SHIELD, veillant lui-même à ne laisser aucune brèche de sécurité. Il change même la signification de l'acronyme : « Strategic Hazard Intervention, Espionage and Logistics Directorate » (Direction de l'intervention stratégique en cas de danger, de l'espionnage et de la logistique).
Quelque temps plus tard, le Punisher (Frank Castle), alors incarcéré, est conditionné mentalement pour croire que Fury est responsable de la mort de sa famille. Le justicier s'échappe et tue le colonel, qui est enterré au cimetière national d'Arlington. Il s'avère qu'en réalité le Fury assassiné était un LMD.
Finalement, en dépit des efforts de Fury, la seconde incarnation du SHIELD se révèle aussi vulnérable que la première à la corruption. Fury devient méfiant et réservé vis-à-vis des opérations les plus inhumaines de l’agence. Il perd même brièvement le commandement du SHIELD, rétrogradé à un poste administratif.
Le Punisher est ensuite recruté par Fury pour une mission en Russie : récupérer une enfant qui était utilisée comme une arme biologique ; le Punisher réussit sa mission, s’attirant les foudres du général russe Zakharov, alias l’Homme de pierre, et détruisant le virus mortel porté par l’enfant, exactement comme Fury l’avait escompté, comptant sur le fait que cet enfant rappellerait à Castle sa propre famille.

### La Guerre secrète
Reprenant plus tard son poste de directeur du SHIELD (dans la saga Ennemi d'État de Mark Millar et John Romita Jr.), Nick Fury s'occupe de Wolverine qui avait subi un lavage de cerveau de la part de la Main et de l'HYDRA.
Un an auparavant, alors que le gouvernement américain refusait de l'aider, il engagea en secret quelques super-héros (Captain America, Spider-Man, Luke Cage, Wolverine, Daredevil et la Veuve noire) pour lancer une opération contre la Latvérie qui préparait une attaque massive contre les États-Unis. Le château du Docteur Fatalis fut touché par les combats, et les héros eurent le cerveau lavé par le colonel.
Un an plus tard, la Latvérie contre-attaque et Fury est publiquement chassé de son poste. Recherché par toutes les polices, il disparaît. Forcé à nouveau de se cacher face aux nombreux mandats d'arrêts internationaux lancés contre lui, Fury utilise parfois des LMD pour continuer ses missions, comme quand il aide les Illuminati à exiler Hulk, ou pour sauver Jessica Drew, un agent double de l'HYDRA.
Les successeurs de Fury à la tête du SHIELD sont Maria Hill, puis Tony Stark qui arrête Spider-Woman, malgré les efforts de Fury pour la laver de tout soupçon. Hill et Stark, gardant le secret de la disparition de Fury, utilisent des androïdes LMD pour usurper son identité à l'occasion.

### Civil War
Durant la période troublée de Civil War, Nick Fury reste discret mais fournit un QG à Captain America et ses alliés.
Fury est le seul officier de 33e degré du SHIELD, ce qui signifie qu'il est le seul membre du SHIELD (présent ou passé) à connaître l'existence des 28 bases secrètes du SHIELD dispersées à travers le globe. Il fournit alors secrètement à la faction anti-enregistrement de la guerre civile des bases, où celle-ci peut rallier ses forces sans se soucier d'être découverte par ses ennemis pro-enregistrement.

### Une nouvelle équipe pour contrer l'Invasion Secrète
Fury rencontre son amante, Valentina De Fontaine. Durant le temps ou il reste caché, il apprend que Valentina complote pour lui soutirer des mots de passe du SHIELD et le tuer. Fury la tue en premier, après quoi celle-ci retrouve son apparence d'extraterrestre changeur de forme de la race hostile Skrull, qui planifiait une invasion de la Terre.
Ayant découvert que les Skrulls manigançaient quelque chose d'important, il sort de sa « retraite » et forme une équipe en laquelle il peut avoir une confiance totale, les Secret Warriors. Il engage aussi à l'insu de tous Spider-Woman pour servir de taupe dans les rangs de l'HYDRA et du SHIELD et surveiller d'autres imposteurs Skrull. À son insu, elle est remplacée peu après par la reine Skrull Veranke elle-même.
Peu de temps après l'attaque des Skrulls sur Terre, Fury et sa nouvelle équipe sont vus contre-attaquer à Times Square, Manhattan. Ils parviennent à repousser et tuer les envahisseurs dans la région de manière significative, tout en sauvant les cadets de l'Initiative et les Young Avengers. Avec son équipe et les héros sauvés, ils sont ensuite vus travailler et planifier leur prochain mouvement dans l'une des 28 bases secrètes du SHIELD.
Fury est vu en train de parler à Deadpool, alors que celui-ci était sur un vaisseau Skrull après avoir fait semblant de les rejoindre. Il est révélé que Fury a embauché Deadpool pour infiltrer les rangs de Skrull en prétendant faire défection, dans le but d'obtenir des informations biologiques sur eux, que Fury pourrait utiliser pour les arrêter. Lorsque Deadpool tente de transmettre les données, il est intercepté par Norman Osborn.
Fury emmène les survivants des Young Avengers et de l'Initiative au combat à New York, où ils sont rejoints par Thor, le nouveau Captain America, les New Avengers et les Mighty Avengers, le gang de Hood et les Thunderbolts, pour affronter l'armée de Super Skrulls de Veranke.
Quand la bataille est terminée et que les vrais héros sont retrouvés, Fury est accueilli par la vraie Valentina Allegra de Fontaine et Dum Dum Dugan. Il leur jette un coup d'œil et se téléporte avec ses Secret Warriors, sans parler à ses anciens amis.

### Pendant le Règne Sombre
Lors d'une mission en solo, Fury s'allie avec Norman Osborn pour interroger Seth Waters, un employé du Trésor et du HAMMER. Ils découvrent qu'il existe une organisation secrète tirant les ficelles entre les gouvernements, le SHIELD et l'HYDRA : Leviathan.
Fury et ses Warriors aident aussi Captain America, revenu d'entre les morts, à libérer Asgard du HAMMER, puis disparaît de nouveau, laissant Steve Rogers (Captain America) assurer son poste de directeur de la sécurité nationale.
Il revient aider les héros en sauvant la vie d'Oiseau Moqueur, blessée lors d'un assaut sur une ancienne base du HAMMER, puis celle de Bucky Barnes, blessé par Sin lors du crossover Fear Itself. Pour ce faire, il leur administre les dernières doses de la Formule Infinity en sa possession.

### Battle scars
On revoit Fury dans la mini-série Battle scars où il retrouve Marcus Johnson, son fils caché qui est poursuivi par le Maître de corvée, Deadpool et la Société du serpent. Élevé discrètement par sa mère, le jeune Ranger est la cible de Victor Uvarov (Orion). En effet, le sang de Johnson possède les capacités de la Formule Infinity. Uvarov enlève les deux hommes et retrouve sa jeunesse, mais est finalement tué par Marcus.
On apprend à la fin de la série que le vrai prénom de Marcus est « Nick ». Il revendique alors le nom de son père et devient donc le nouveau « Nick Fury » (noir et avec un bandeau sur l’œil, à l'image de l'acteur Samuel L. Jackson dans les films Marvel ou dans l'univers Ultimate Marvel).

### Reckoning War
Pendant l'arc narratif Reckoning War (en), Nick Fury et Uatu rencontrent Red Richards (Mr Fantastique) qui les informent au sujet du Reckoning.
Lorsque Uatu tente d'appeler les autres Gardiens à l'aide, il est condamné à regarder le scénario alternatif What If qu'il n'avait jamais observé, celui d'une réalité où il n'est jamais intervenu en alertant les Quatre Fantastiques de la venue de Galactus sur Terre, cette réalité se terminant avec l'équipe des FF souffrant de blessures graves, mais repoussant Galactus par le biais de la rétro-ingénierie de la technologie du Dévoreur de mondes, pour créer une nouvelle source d'énergie pour la Terre. Uatu est condamné à regarder ce monde en boucle pour le reste de sa vie, en guise de punition pour son ingérence sur Terre.
Nick Fury suit les Gardiens et réussit à libérer Uatu de sa chaise. Dans le même temps, Fury révèle à Uatu que la vision qui lui est montrée s'est terminée juste avant que ne soit révélée le fait que le nouveau générateur d'énergie conçu par Red Richards (avec la technologie de Galactus) chargerait et effacerait l'univers. Uatu est secoué par cette nouvelle, mais rassuré que son interférence sur Terre était, après tout, justifiée.
En conclusion, Uatu construit une nouvelle tour de guet pour Fury, et lui confie la tâche de sécuriser l'Ultimate Nullifier (en) en tant que « The Unseen » (« l'Invisible »), et bouclier de l'humanité.

## Personnage

### Apparence
L'apparence originale du personnage de Nick Fury est celle d'un homme blanc aux cheveux bruns avec des tempes blanchâtres, borgne et qui porte un cache-œil sur l'œil gauche.
L'œil gauche blessé de Fury, bien qu'ayant été initialement affecté de manière minimale par une explosion de grenade lors de la Seconde Guerre mondiale, a abouti au cours des décennies à une perte de vision de 95 % à cet œil. En dépit de quelques commentaires contraires, cet œil n'a pas été enlevé ou augmenté bioniquement ; Fury ne recouvre son œil gauche d'un cache-œil cosmétique que pour empêcher la déformation de la perception de la profondeur de son champ de vision. Il a expliqué que lorsqu'il a besoin de se déguiser, il lui suffisait de retirer son cache-œil, de glisser une lentille de contact sur son œil invalide et d'assombrir ses cheveux, car on le recherche toujours en tant qu'homme borgne.
Le Nick Fury afro-américain (interprété dans les films de l'univers cinématographique Marvel par l'acteur Samuel L. Jackson) est inspiré de celui de la série Marvel Ultimates dans laquelle le scénariste Mark Millar et le dessinateur Brian Hitch ont choisi de représenter Nick Fury sous les traits de Jackson, lequel, en retour, interprète ce rôle à l'écran dans les films du MCU.

### Pouvoirs
Nick Fury n'a, à l'origine, pas de super-pouvoirs. Il a cependant bu une potion qui ralentit son vieillissement.
Dans la bande dessinée, le vieillissement de Fury a été fortement ralenti par l'Infinity Formula, un sérum créé par le docteur Berthold Sternberg. Il a été inoculé avec le sérum dans les années 1940 et a pris le sérum chaque année pendant de nombreuses années.
À l'origine, il devait prendre la formule tous les ans ou les effets seraient inversés, ce qui forcerait son corps à atteindre son âge chronologique réel. Dans l'histoire Original Sin (en) publiée en 2014, il est révélé que le sérum a cessé de fonctionner pour lui à un moment donné ; Fury a fait semblant d'arrêter de vieillir en utilisant des copies androïdes de lui-même (des Life Model Decoy (en) ou LMD).
Après sa transformation en « The Unseen » (« l'Invisible ») par Uatu, Nick Fury possède désormais la même conscience cosmique que les Gardiens, ce qui lui donne la possibilité d'observer différentes chronologies de l'univers Marvel, lui permettant de voir le passé, le présent et même les futurs possibles de chaque réalité alternative de la Terre-616.

### Capacités
Nick Fury est un expert en combat armé et non armé. Ancien boxeur poids lourd dans l'Armée américaine pendant la Seconde Guerre mondiale, il a obtenu une ceinture noire en taekwondo et une ceinture marron en ju-jitsu. Il a par ailleurs perfectionné ses compétences en combat non armé avec Captain America. C'est également un excellent athlète, un bon tireur d’élite et un stratège talentueux.
Formé en tant que parachutiste, Ranger, expert en démolition, spécialiste en véhicules (notamment les avions et navires) et Béret vert, Fury a été agent de l’OSS, de la CIA et agent de liaison avec le MI-5.
Il est également vétéran de trois guerres : la Seconde Guerre mondiale, la guerre de Corée et la guerre du Viêt Nam, ainsi que de nombreuses missions de « conseiller militaire » et d'opérations clandestines (« une douzaine de conflits dont vous n'avez jamais entendu parler »).

### Équipement
En tant que directeur du SHIELD et seul agent de l'organisation disposant d’une habilitation de niveau 33, Nick Fury a accès à une grande variété d'armes et d'équipements conçus par les techniciens de l'agence internationale. Cette technologie, parmi la plus avancée de la planète, a notamment été développée par des génies tels que Red Richards ou Tony Stark et exploite également certaines technologies extraterrestres.
Fury est notamment équipé d'un uniforme en Kevlar à 9 plis (capable de résister aux impacts balistiques jusqu'à des balles de calibre .45) composé d'un tissu Beta (type C), un matériau résistant au feu qui a une température d'allumage de 930° C (1 700° F). Il utilise également différents types d'armes de poing, dont un pistolet à aiguille de calibre .15, un pistolet Colt M1911 de calibre .45, un Luger allemand capturé en 9 mm Parabellum, un Walther PPK semi-automatique modifié en 9 mm Parabellum et un pistolet-mitrailleur Ingram MAC-10 en .45 ACP.
En tant que directeur du SHIELD, Fury a accès à l'ensemble de l'arsenal d'armes très avancées de l'organisation : divers engins aériens, terrestres et maritimes, ainsi qu'à de nombreux équipements spécialisés comme une cravate de liaison radio ou une combinaison pare-balles. En raison de son statut élevé dans l'organisation, même lorsque le SHIELD fut dirigé par Tony Stark puis Norman Osborn, Fury a toujours conservé un accès à plusieurs entrepôts et accessoires du SHIELD, qui ne sont connus par personne d'autre que lui.
Au fil du temps, il a réussi à constituer 28 bases secrètes où il a stocké un énorme matériel, ce qui lui permet de poursuivre ses activités de manière autonome.

## Alliés
- Le Punisher
- Captain America
- Wolverine
- Dum Dum Dugan

## Versions alternatives

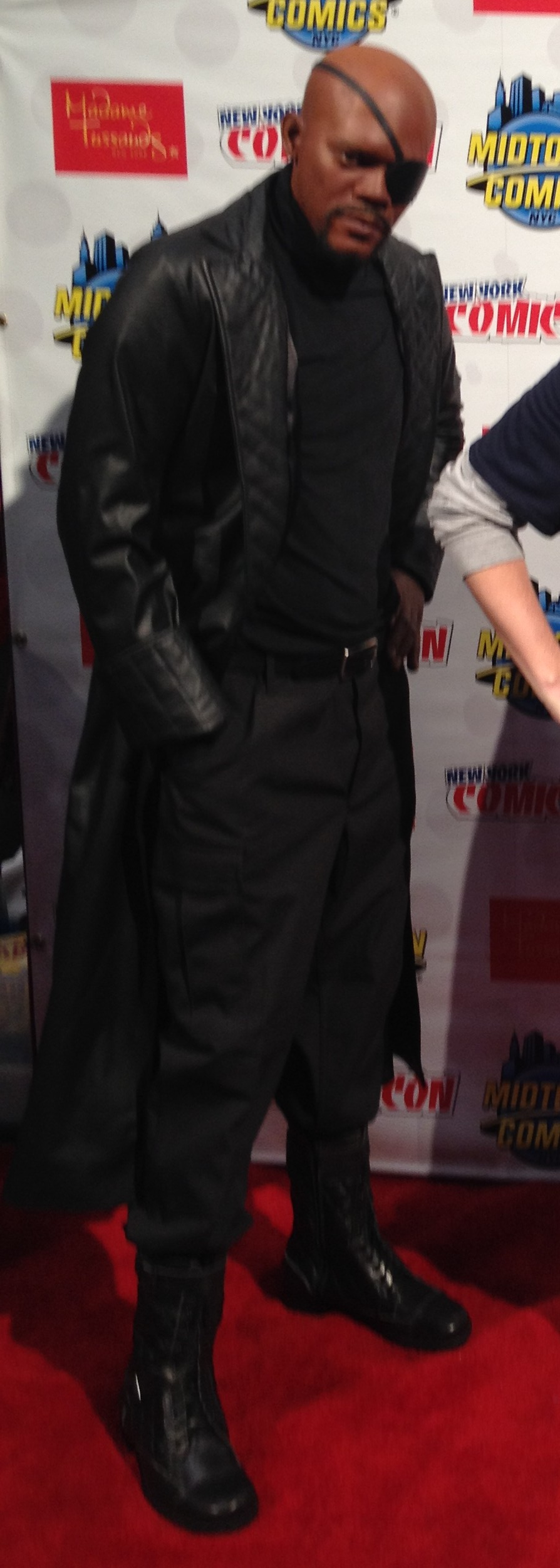
L'acteur Samuel L. Jackson dans le rôle de Nick Fury (version Ultimate).

### Ultimate Marvel
Nick Fury est un soldat fidèle. Un jour, durant l'Opération : Tempête du désert, il est chargé d'escorter Wolverine. Durant cette opération ses hommes et lui tombèrent dans une embuscade et il y perdit un œil. Il fut sauvé par Wolverine. Quelque temps plus tard, les X-Men sont sous la domination de Wraith, qui exécute le directeur du SHIELD, le Général Ross. Wolverine quémande alors l'aide de Fury, qui tue Wraith, sauvant ainsi les X-Men. Il prit ensuite le poste de directeur du SHIELD. Afin de protéger le monde contre diverses menaces, il réunit les plus grands héros en une seule équipe : les Ultimates, qui comporte Captain America, Iron Man, Thor, Giant-Man, La Veuve Noire, La Guêpe, Œil-de-Faucon et plus tard Vif-Argent et la Sorcière rouge. Fury devient le chef de cette équipe. Après quelques démêlés, Fury se retrouve projeté dans un univers parallèle.
À son retour, tout a changé. Les Ultimates sont dirigés par Carol Danvers, l'ancienne seconde de Fury. Le gouvernement décide alors de donner à Fury le contrôle d'une nouvelle équipe, les Vengeurs, comportant Blade, War Machine, Le Punisher et Œil-de-Faucon, qui officie dans les deux camps. Mais, après l'arrivée du frère de Tony Stark, Gregory Stark, tout dérape. Ce dernier contrôle tout le monde, créant alors une discorde qui aboutit à une bataille entre les Ultimates et les Vengeurs. Durant cette bataille, Spider-Man sera violemment touché en tentant de sauver Captain America d'une balle du Punisher. Fury, accusé de trahison, découvre alors que le véritable responsable est Gregory. Mais ce dernier crible de balles l'ancien directeur du SHIELD. Mais Fury avait prévu le coup, et s'était administré, ainsi qu'à son équipe, le Sérum Hulk. Les Vengeurs se mettent alors à combattre Gregory, qui expédie tout le monde, à part Fury, sur New York. Gregory a un plan : il veut créer des super-héros et ainsi fomenter des révolutions à travers le monde.

## Apparitions dans d'autres médias
Sauf indication contraire, les informations mentionnées dans cette section peuvent être confirmées par la base de données cinématographiques IMDb,  présente dans la section « Liens externes ».

### Cinéma

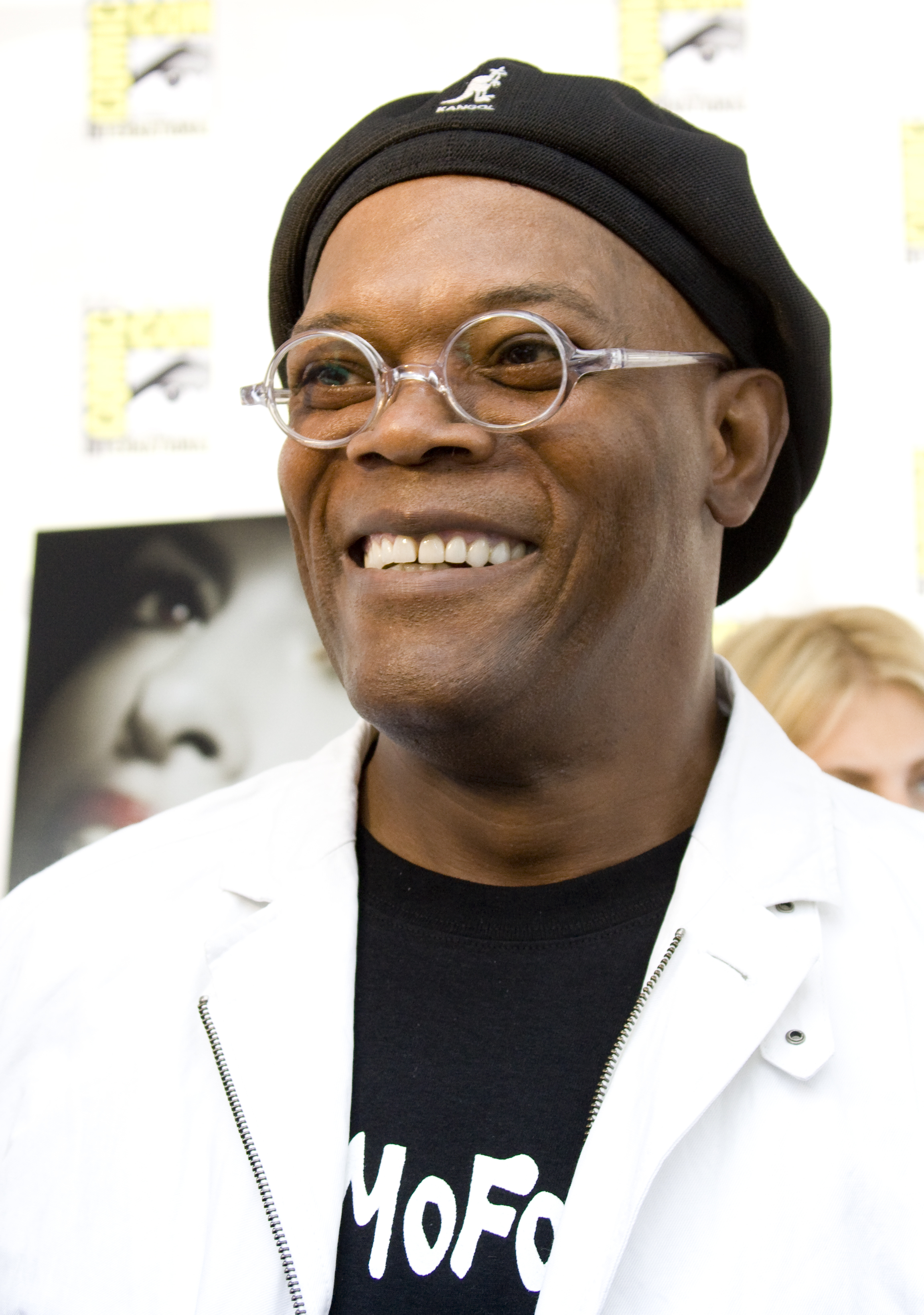
Samuel L. Jackson incarne Nick Fury dans plusieurs films et séries de l'univers cinématographique Marvel.

Interprété par Samuel L. Jackson dans l'univers cinématographique Marvel
- 2008 : Iron Man réalisé par Jon Favreau

Dans la scène post-générique, Nick Fury se présente à Tony Stark en tant que directeur du SHIELD. Il lui parle du projet Avengers.
- 2010 : Iron Man 2 réalisé par Jon Favreau

Il intervient afin d'aider Stark à soigner son infection et de le pousser à terminer l’œuvre de son défunt père Howard Stark.
- 2011 : Thor réalisé par Kenneth Branagh

Dans la scène post-générique, Nick Fury parle du Tesseract au Dr Erik Selvig.
- 2011 : Captain America : First Avenger réalisé par Joe Johnston

Il annonce à Steve Rogers qu'il vient de sortir d'un sommeil de 70 ans.
- 2012 : Avengers réalisé par Joss Whedon

Le Tesseract fait apparaître Loki qui décide de conquérir la Terre. Nick Fury se charge alors de déclencher l'alerte en rassemblant l'équipe des Avengers afin de contrer Loki.
- 2013 : Marvel : Les Agents du SHIELD (série TV) - saison 1
- 2014 : Captain America : Le Soldat de l'hiver réalisé par Anthony et Joe Russo*

Le SHIELD apprend qu'HYDRA a gangrené ses rangs. Nick Fury est pris pour cible par le Soldat de l'hiver. Également porteur du projet Insight qui consiste à contrer les menaces, les héliporteurs détruisent le Triskel. Le SHIELD détruit, Fury n'est plus qu'un simple citoyen et s'exile en Europe.
- 2015 : Avengers : L'Ère d'Ultron réalisé par Joss Whedon

Alors qu'en Sokovie, la bataille entre Ultron et les Avengers va commencer, Nick Fury apparaît avec l'héliporteur du SHIELD pour sauver la population locale.
- 2018 : Avengers: Infinity War réalisé par Anthony et Joe Russo

Dans la scène post-générique, il envoie un message à Captain Marvel juste avant de partir en poussière après que Thanos a fait disparaître d'un claquement de doigts la moitié de la population de l'univers.
- 2019 : Captain Marvel réalisé par Ryan Fleck et Anna Boden

En 1995, Nick Fury est un agent du SHIELD qui fait équipe avec le tout juste recruté agent Phil Coulson. Il aide Carol Danvers à stopper une guerre entre les Kree et les Skrulls et à en découvrir plus sur son passé de Terrienne. Il perd son œil à cause du chat Goose qui est en réalité un extraterrestre. Carol lui confie le Tesseract et le fameux bipeur pour la contacter uniquement en cas d'urgence.
- 2019 : Avengers : Endgame réalisé par Anthony et Joe Russo

Il apparaît à l'enterrement de Tony Stark.
- 2019 : Spider-Man: Far From Home réalisé par Jon Watts

Nick Fury se charge de la construction d'une station spatiale et se fait remplacer par le Skrull Talos qui recrute Spider-Man pour combattre les Élémentaux.
- 2021-2023 : What If...? (série télévisée d'animation) - 5 épisodes
- 2022 : Secret Invasion (série télévisée) - 6 épisodes

Fury quitte la station spatiale du SABER pour revenir sur Terre et rejoindre Talos qui n'a pu empêcher une rébellion Skrull qui ont remplacé certaines personnalités les plus influentes pour provoquer l'autodestruction de l'humanité.
- 2023 : The Marvels réalisé par Nia DaCosta

### Télévision

#### Téléfilm

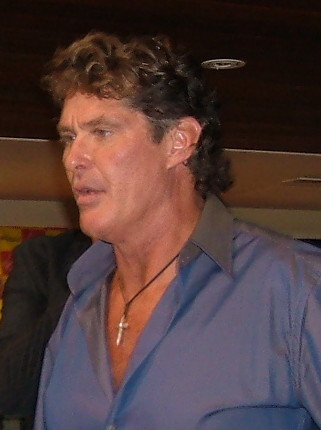
David Hasselhoff incarne Nick Fury dans le téléfilm Nick Fury: Agent of SHIELD en 1998.

- 1998 : Nick Fury: Agent of SHIELD, téléfilm de Rod Hardy[18] — interprété par David Hasselhoff

#### Séries d'animation
Le personnage apparaît également dans plusieurs séries d'animation :
- X-Men: Evolution (doublé par Jim Byrnes)
- Wolverine et les X-Men (doublé par Alex Désert)
- Iron Man: Armored Adventures (doublé par Dean Redman)
- The Super Hero Squad Show
- Avengers : L'Équipe des super-héros
- Ultimate Spider-Man
- Robot Chicken
- Super Zéro

### Jeux vidéo
- 1993 : The Punisher
- 2005 : X-Men Legends II: Rise of Apocalypse
- 2006 : Marvel: Ultimate Alliance
- 2007 : Spider-Man : Allié ou Ennemi
- 2008 : Spider-Man : Le Règne des ombres
- 2009 : Marvel Ultimate Alliance 2: Fusion (voix de David Kaye)
- 2010 : Iron Man 2
- 2013 : Disney Infinity 3.0
- 2016 : Lego Marvel's Avengers